# 熱中時間 忙中"趣味"あり
『熱中時間 忙中"趣味"あり』（ねっちゅうじかん ぼうちゅう しゅみあり）は、NHKの教養バラエティ番組である。2004年度は解説放送（デジタル放送はステレオ2音声）を行ったが、2005年度はステレオ放送に変更された。字幕放送を実施した。

## 概要
様々な趣味に熱中している人（番組では「熱中人」と呼ぶ）を取り上げる。番組のマスコットキャラクターは「ねっちー」である。

## 出演者
- 研究所長（司会）：薬丸裕英
- 副所長（アシスタント）：井上あさひ（アナウンサー）
- 教授
  - 黒崎政男（哲学者） - 隔週レギュラー
  - 名越康文（精神科医） - 隔週レギュラー
- 研究員：平山あや
一般人の視点からのコメントが多い[注 2]。2008年10月頃は、スケジュールの関係のためか出演しないことが多かった。
- 熱中秘密捜査官[注 3]：石井正則（アリtoキリギリス）
番組マスコットの「ねっちー」の声も担当。
- リポーター（特別研究員）：藤岡弘、（熱中人探検担当）
「珈琲熱中人」として登場後、「熱中人探検」リポーターになる。
- ナレーション：茂木淳一
レポーターを務めることもある。
- 「熱中ドキュメント」コーナーナレーション
常連はほとんど見受けられず、担当は多くても2 - 3回である。基本的に俳優や歌手が務め、プロのナレーターとしては平野義和、杉本るみ、古谷徹、小山力也、近藤サト、鈴木史朗が1回ずつ担当した程度。熱中人自身がナレーションを担当したことも何回かある。

  - 相田翔子
  - 篠原ともえ
  - 佐野史郎
  - 緒川たまき
  - 遠藤久美子
  - 貫地谷しほり
  - 小倉久寛
  - 小池栄子
  - ともさかりえ
  - 藤田朋子
  - 高橋克実
  - 山本太郎
  - ウド鈴木
  - 夏木マリ
  - 杉田かおる
  - 洞口依子
  - 山田まりや

など
- 「藤岡弘、の熱中人探検」コーナーナレーション：久米明
- トータルペインター：ミヤザキケンスケ
セットの絵（今までに登場した熱中人）を一手に描いているアーティスト。本来は裏方であるが、時折熱中人を描くシーンでエンディングなどに登場する。「救え!熱中博物館」のレポーターを務める。2009年には四国八十八カ所を回った様子が放送された。
- その他
2008年度は「ムッシュマン」として無趣味な芸能人がゲスト出演していたが、10月からこの呼称がなくなり、単に「特別研究員」となった。2009年度からは原則としてゲストはいない。

過去
- 副所長：中川緑（アナウンサー、2008年度まで）
- 教授：山田真哉（会計士、1度だけ出演）
- 研究所員

  - 山川恵里佳
  - 小倉優子
  - 和希沙也
  - ユンソナ
  - 高畑淳子
  - 桜木睦子
  - 池谷幸雄
- 特別研究員：桂よね吉
- コラムニスト：大山顕
団地収集サイト「住宅都市整理公団」総裁（管理人）。「団地熱中人」として登場後、レギュラー出演者となる。2008年度は「熱中倶楽部」のみの出演になった[注 4]。

## 放送局・放送時間
放送局
2004年4月4日からBS 2、BS hi、NHKワールド・プレミアムで放送されている（まれに総合テレビでも放送）。
放送時間
2008年度から放送が44分に短縮。
- 2004年4月 - 2006年3月
  - BS2：毎週日曜日 21:00 -
- 2006年4 - 12月
  - BS2：毎週金曜日 20:00 - 20:59
  - BShi
    - 毎週木曜日 23:00 - 23:59
    - 毎週火曜日 15:00 - 15:59（再放送）
    - 毎週木曜日 13:00 - 13:59（アンコール放送[注 5]）

  - NHKワールド・プレミアム：毎週日曜日 11:00 - 11:59
- 2007年1月 - 2008年3月
  - BS2：毎週日曜日 21:00～21:59
  - BShi
    - 毎週金曜日 19:00 - 19:59
    - 毎週月曜日 12:00 - 12:59（再放送）

  - NHKワールド・プレミアム：毎週日曜日 11:00 - 11:59
- 2008年4月 - 2009年3月
  - BS2：毎週木曜日 19:45 - 20:29
  - BShi
    - 毎週火曜日 22:00 - 22:44
    - 毎週月曜日 12:00 - 12:44（再放送）
- 2009年4月 - 2010年3月
  - BS2：毎週土曜日 18:00 - 18:44
  - BShi
    - 毎週日曜日 21:00 - 21:44
    - 毎週月曜日 12:00 - 12:44（再放送）

再放送
夏休み期間や本放送が特別番組に変わったときの再放送枠の穴埋めなどのために、改編期などの特別な時期でなくともレギュラー枠で通常放送と全く同じままの再放送を行うことが多々見受けられる。
NHKワールドTV
2009年2月からはNHKワールドTVでも「THE NETCHU! Devoted to...」というタイトルで英語主音声・日本語副音声の2カ国語放送を行っており、テロップもすべて英語に差し替えている。

## コーナー
熱中人ファイル
その日のテーマに関連した趣味を持つ一般人にスタジオに登場してもらう番組メインコーナー。
あさひの熱中豆知識
2009年度からのコーナー。熱中人のテーマに関して井上あさひが「朝日が昇るまで勉強した」ことを発表する。コーナーのみ眼鏡を着用する。
藤岡弘、の熱中人探検
2007年度より開始。不定期に「熱中人ファイル」の代わりとして放送。巨大建造物を造った人やアウトドア活動の人など、スタジオに呼べない熱中人を現地へ訪ねるということだったが、武道的な精神で活動している人を訪ねることが多くなっている。コーナーの最後では藤岡が熱中人をコーヒーでもてなす。
名越康文の出張熱中分析 ナコシロジー
2009年度に始まったコーナー。名越が熱中人のところへ行き、なぜ熱中しているかを精神科医の立場で分析する。なお「ナコシロジー」は「名越」と「psychology」（心理学）を合わせた造語。
熱中ドキュメント
各界を代表する著名人のプライベートに楽しんでいる趣味を取り上げて密着取材するコーナー。2007年ごろから取り上げる著名人のネタがなくなり、ほとんど一般人になった。また、過去にスタジオ出演した人がこのコーナーで再び取り上げられるようになった。VTRに対してスタジオでコメントをする形式であるが、時折熱中人をスタジオに呼ぶ場合もある。
熱中倶楽部
過去に登場した熱中人のその後や、今後取り上げる可能性のある熱中人を紹介する。コーナー司会は石井正則で、他の出演は薬丸と大山。2009年からは出演者がいなくなり、ナレーションで紹介するだけになる。

### 過去のコーナー
ドクターYの熱中人通信
2004年度にあったコーナー。桂よね吉がフリップで熱中人を紹介する。「熱中倶楽部」の前身。
熱中ニュース
メインのコーナーで取り上げるほどでない人を、短いVTRで紹介する。「熱中倶楽部」の前身。
熱中哲学
2006年度までのエンディング。黒崎が、その日の熱中人を哲学用語で表現する。教授が名越のときは「研究発表」、山田のときは「熱中会計学」になる。2004年度は「研究結果発表」だった。
名越康文の診察です
通常のスタジオ収録だけでは解明できなかった熱中人の深層心理を、楽屋において余人を排したマンツーマンのカウンセラー形式で探っていく。2009年にナコシロジーとなって復活。
大山顕のお気に入り
大山が熱中の成果が表れているホームページを紹介する。時折思い出したようにタイトルを変えて復活・放送される。2007年度は熱中倶楽部内で放送。
今日はOFFかい?
熱中人のオフ会の模様を取材する。過去に1度だけ放送された企画が、2007年度に熱中倶楽部内で復活。
救え!!熱中博物館
熱中倶楽部内の企画。熱中人が趣味で集めた物を展示しているが客が来ない施設のために、ミヤザキケンスケが看板を描きに行く。
これであなたも熱中人!
2008年度から熱中倶楽部のみの出演となった大山が、何気ない風景から熱中できる要素を見出すノウハウを紹介する。
大山の熱中の種
大山が、こういう趣味もあっていいというものを提案する。
平山あやの熱中www
「大山顕のお気に入り」の前身。大山のレギュラー化前に放送。

## 15分版
2007年4月より、「熱中ドキュメント」を15分に再構成してまとめたものを単に『熱中時間』というタイトルで総合テレビなどでも放送するようになった。当初は昔の熱中ドキュメントを放送していたが、2008年11月時点では本編と同じものを直後に15分版で放送するようになり、本編より先に15分版で放送される場合もある。本編と同じ週の放送でありながら、ナレーターが異なる場合もある。
薬丸と中川がテーマに関連した場所でロケーションを行い案内役を務める。2008年秋から、ロケをせずスタジオ収録をする場合があり、2009年度からは大半がスタジオ収録になった。2009年秋以降は、薬丸・井上が出演しなくなり、街頭で一般人に熱中しているものをインタビューしたVTRがオープニングに入るようになった。
2009年2月25日と8月5日には、「熱中ドキュメント」ではなく過去のスタジオ熱中人を15分にまとめた番組が放送された（15分版レギュラー化前のパイロット版にはある）。2010年度からは、『熱中スタジアム』の中で「熱中人」のコーナーとして放送されるとともに、単独でも「熱中人」という15分番組で放送された。2011年度は、熱中スタジアム内での放送はなくなり、単独の15分番組として放送された。

### 放送時間
2007年度
- 総合テレビ
  - 毎週水曜日 22:45 - 23:00
  - 毎週火曜日 2:20 - 2:35（再放送）
  - 毎週水曜日 11:05 - 11:20（再放送、一部地域）

近畿地方では2007年10月以降『GO!GO!KAN-POP ～はばたけ関西ポップス～』の再放送がこの番組の月曜深夜枠に移転したため同枠での放送がなくなったが、その後も大相撲中継等で『KAN-POP』が放送休止となった場合に同枠で放送されることがあった。
- BS2：毎週金曜日 8:15 - 8:30

2008年度
- 総合テレビ
  - 毎週水曜日 22:45 - 23:00
  - 毎週火曜日 15:45 - 16:00（再放送）
  - 毎週木曜日 11:05 - 11:20（前週水曜日の再放送、一部地域）
- BS2：毎週金曜日 8:15 - 8:30

2009年度
- 総合テレビ
  - 毎週水曜日 22:45 - 23:00
  - 毎週火曜日 15:45 - 16:00（再放送）
  - 毎週木曜日 11:05 - 11:20（前週水曜日の再放送、一部地域）
- BS2
  - 毎週火曜日 23:55 - 0:10（10月から）
  - 毎週土曜日 7:30 - 7:45

注釈
- スポーツなどの特別編成の穴埋めとして、イレギュラーで放送されることがたびたびある。
- 木曜放送の最終回は、選抜高等学校野球大会中止のため、通常は放送されない地域でも放送された。

## 備考
初期の衣装は、医師の着るような白衣タイプ（ただし色は白ではなく、各人異なる淡い色）。2代目は、トレンチコートもどきのデザイン（色は全員白。ただし首元のラインは初代と同じく各人異なる）に変更。3代目からはシックなブレザータイプ（男性は黒に白い線、女性は白に黒い線）になっている。
番組内での各人の役割であるが、薬丸は熱中人の趣味をなるべく理解しようとするがやはり理解できないというスタンスが多い。大山と黒崎は大いに賛同することが多く、特に黒崎は熱中人よりも熱くなることがある。名越は賛同もするが2人よりは冷静な立場である。平山は終始理解できないというスタンスで、空気を読まない素っ頓狂な発言でスタジオを凍り付かせるボケ担当。中川および井上は案内役でどんな趣味も淡々と紹介していくが、中川は2008年度の放送で一回だけ素に戻ってしまい、思わず平山のように「これのどこが面白いのですか?」と熱中人に質問してしまったことがある。井上も基本的には淡々と紹介していくが、時折、後述のあさひの熱中豆知識のような小ネタを入れ、薬丸らを呆れさせることが多い。
NHKのネームバリューと信頼度、情報網の豊かさで非常に多くの熱中人を集めることが可能なようだが他の民放テレビやマスコミではこの番組に出た後の熱中人の二次的登用が目立つ（一例として『ぶらり途中下車の旅』では2週続けて旅人の通りかかるところに熱中人が登場し、その数週後にも熱中人が出た。ただし、先にぶらり途中下車の旅で取り上げられた人物が熱中時間に出演したこともある）。しかも民放などは変人・珍人扱いが目立つこともあり、面白おかしく伝えられた挙げ句に世間から誤解を受けてしまい、ネットなどでいわれのない中傷を受けるという問題も起こっている。

## 番組本
- NHK「熱中時間」制作チーム 編『熱中時間～忙中“趣味”あり～』河出書房新社、2007年5月30日、ISBN 978-4-309-26953-5

## 熱中時間のあとしまつ
2024年10月23日19:57 - 20:42に、14年ぶりの復活番組『熱中時間のあとしまつ』が総合テレビで放送された。かつて登場した熱中人たちのコレクションがたまりすぎて、どう処理するかという内容。当時の出演者が、平山あやが井上咲楽に代わった以外、全員登場した（薬丸、井上あさひ、黒崎、名越、石井、ミヤザキ、藤岡、茂木）。